# Coequosa
Coequosaeste un gen de molii din familia Sphingidae. 

## Specii
- Coequosa australasiae - (Donovan, 1805)
- Coequosa triangularis - (Donovan, 1805)